# Ühlingen-Birkendorf
Ühlingen-Birkendorf – miejscowość i gmina w Niemczech, w kraju związkowym Badenia-Wirtembergia, w rejencji Fryburg, w regionie Hochrhein-Bodensee, w powiecie Waldshut, siedziba związku gmin Oberes Schlüchttal. Leży w Schwarzwaldzie, nad rzeką Schlücht i Steiną.

## Dzielnice
Ważniejsze dzielnice: Berau, Birkendorf, Brenden, Hürrlingen, Obermettingen, Riedern am Wald, Ühlingen, Untermettingen.

## Współpraca
Miejscowości partnerskie:
- Asahi – dzielnica Hagi, Japonia od 1992
- Machecoul, Francja od 1973

## Osoby urodzone w Ühlingen-Birkendorf
- Karl Albiker (ur. 16 września 1878 w Ühlingen; zm. 26 lutego 1961 w Ettlingen), rzeźbiarz
- Julius Brecht (ur. 8 lutego 1900 w Ühlingen; zm. 10 lipca 1962), polityk
- Georg Gänswein (ur. 30 lipca 1956 w Riedern am Wald), kapłan kościoła rzymskokatolickiego, prywatny sekretarz papieża Benedykta XVI